# エルサにガールフレンドを
「エルサにガールフレンドを」（英: Give Elsa a girl friend）とは、ディズニー制作のアニメ映画『アナと雪の女王』の主人公である女性キャラクターのエルサに同性の恋人を求める人々によってSNS上で行われたハッシュタグ、およびムーブメントである。

## 発端
事の発端はアレクシス・イザベル・モンカダ（Alexis Isabel Moncada）という17歳の女性が2016年5月1日に「ディズニーにはエルサをレズビアンの女王にしてほしい。そうしたらどんなに象徴的なことか。」とSNSのTwitter上で発言したことによる。その後、彼女は「#GiveElsaAGirlfriend」（エルサにガールフレンドを）というハッシュタグを作り投稿した。翌朝には「#GiveElsaAGirlfriend」のハッシュタグはツイッターのトレンドとなった。イザベル自身は映画産業において、女性同士の恋愛が描かれることが少ないことに疑問を持ち、このような活動を始めたと述べている。元々、『アナと雪の女王』の劇中歌である「Let It Go」や劇中で描かれるエルサの生き方が同性愛の性的指向のカミングアウトを表現したものであると考える人々も多く、大きな論争を巻き起こした。

## 反応
イザベルの試みに対する反応は好意的なものもあれば批判的なものもあった。

### 好意的な反応
イザベルのツイートは多数リツイートされ、多くの人々がイザベルの考えに対し賛同を表明した。『アナと雪の女王』で主人公エルサの声と劇中歌「Let It Go」を担当したイディナ・メンゼルは2016年9月に放送されたテレビ番組で、「エルサにガールフレンドを」運動について司会者に尋ねられたところ、次作でエルサにガールフレンドができるかどうかについては知らないと述べながらも、そのアイデア自体は素晴らしいものだと述べた。

### 批判
「エルサにガールフレンドを」運動に対し、保守派サイトのCitizenGoでは「#CharmingPrinceForElsa」（エルサに魅力的な王子様を）という対抗運動のためのハッシュタグが作られた。アメリカのキリスト教伝道師のフランクリン・グラハムもまたFacebookで批判的な意見を述べている。
保守派以外にも、子供向け映画で性的な事柄を説明することの是非を問う声もある。

## 発展
ディズニーが配給を行っているMCUのキャプテン・アメリカシリーズにおける男性主人公、キャプテン・アメリカに対しても男性の恋人を作ってほしいという意味で「#GiveCaptainAmericaABoyfriend」（キャプテン・アメリカにボーイフレンドを）というハッシュタグが生まれ、多くの反響を集めている。